# Euphorbia garuana
Euphorbia garuana är en törelväxtart som beskrevs av Nicholas Edward Brown. Euphorbia garuana ingår i släktet törlar, och familjen törelväxter.
Artens utbredningsområde är Kamerun. Inga underarter finns listade i Catalogue of Life.